# AlbaStar
Alba Star S.A. (zapis stylizowany: AlbaStar) – hiszpańska czarterowa linia lotnicza z siedzibą w Palma de Mallorca. Linia posiada swoje bazy lotnicze na lotnisku Palma de Mallorca.
Przedsiębiorstwo założono 30 listopada 2009. Siedziba główna mieści się w Palma de Mallorca. 31 lipca 2010 linia uzyskała certyfikat i licencję na loty pasażerskie i cargo. Głównymi udziałowcami AlbaStar jest Italy Aviation Sertvice S.r.l, Kenobi Club oraz Femar Servizi Speciali S.r.l.

## Flota
Według stanu na kwiecień 2025 flota AlbaStar składała się z 5 samolotów o średnim wieku 23,8 lat:
| Samolot        | Samolot | Samolot   | Liczba miejsc | Liczba miejsc | Uwagi |
| Model          | Aktywne | Zamówione | E             | Łącznie       | Uwagi |
| -------------- | ------- | --------- | ------------- | ------------- | ----- |
| Boeing 737-800 | 5       | -         | 189           | 189           |       |
| Łącznie        | 5       | 0         |               |               |       |